# Cidade Histórica de Saint George e Fortificações Relacionadas, Bermudas
A cidade de Saint George, fundada em 1612 pelo Império Britânico, localiza-se em umas das ilhas que compõem as Ilhas Bermudas (situadas no Oceano Atlântico Norte) e são território ultramarino do Reino Unido. É o mais antigo assentamento urbano inglês no Novo Mundo. Constitui-se em um dos mais significantes e notáveis exemplos do planejamento arquitetônico civil e militar, que, com as fortificações erguidas em seu entorno, ilustra fisicamente o desenvolvimento da engenharia militar inglesa entre os séculos XVII e XX, com sucessivas reformas e adaptações em conta do desenvolvimento da artilharia ao longo desse período.
Para além da cidade histórica de Saint George, este conjunto inclui os seguintes monumentos:
- Devonshire Redoubt
- Landward Fort
- Seaward Fort (King's Castle)
- Southampton Fort
- St. David's Battery
- Fort Popple
- Paget Fort
- Smith's Fort
- Fort Cunningham
- Musketry Trenches
- Peniston's Redoubt
- Alexandra Battery
- Gate's Fort (Town Cut Battery)
- Fort Albert
- Fort St. Catherine
- Fort Victoria
- Western Redoubt (Fort William)
- Fort George
- Burnt Point Fort
- Martello Tower
- Ferry Reach Magazine
- Ferry Island Fort
- Coney Island Kiln

## Galeria

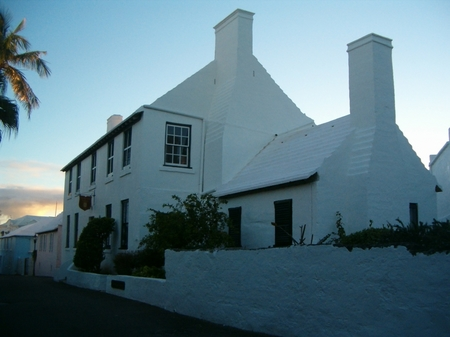
Stewart Hall
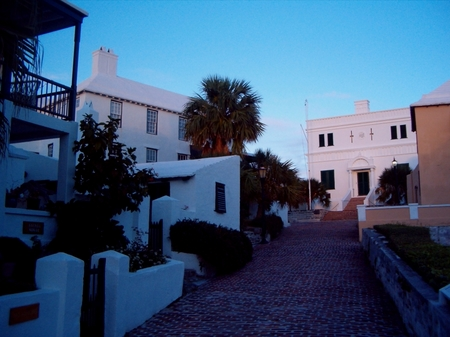
A casa de Estado, a casa do parlamento das Bermudas.